# Yūsef Maḩalleh
Yūsef Maḩalleh är en del av en befolkad plats i Iran.   Den ligger i provinsen Gilan, i den norra delen av landet, 240 km nordväst om huvudstaden Teheran. Antalet invånare är 123.
Terrängen runt Yūsef Maḩalleh är mycket platt, och sluttar norrut. Runt Yūsef Maḩalleh är det tätbefolkat, med 659 invånare per kvadratkilometer. Närmaste större samhälle är Rasht, 19,0 km sydväst om Yūsef Maḩalleh. Trakten runt Yūsef Maḩalleh består till största delen av jordbruksmark.